# كوركورة (طغامين)
کورکورة (بالفارسية: کورکوره) هي قرية تقع في إيران في قسم طغامین الريفي. يقدر عدد سكانها بـ 311 نسمة بحسب إحصاء 2016.